# Visionary Dream
Visionary Dream var Georgiens bidrag i Eurovision Song Contest 2007. Den framförs av sångerskan Sopo Chalvasji. Det är Georgiens första bidrag i Eurovision Song Contest. Ursprungligen hette bidraget "My Story" men namnet byttes inför tävlingen till Visionary Dream. Låten komponerades av Beka Japaridze och texten skrevs av Bibi Kvatjadze.
Den 10 maj 2007 kvalificerade sig låten med Sopo till finalen den 12 maj, där bidraget slutade på 11:e plats. Den nådde som högst en 175:e plats på den brittiska singellistan.

## Listplaceringar
| Lista (2007)           | Topplacering |
| ---------------------- | ------------ |
| Brittiska singellistan | 175          |